# New York Evening Mail

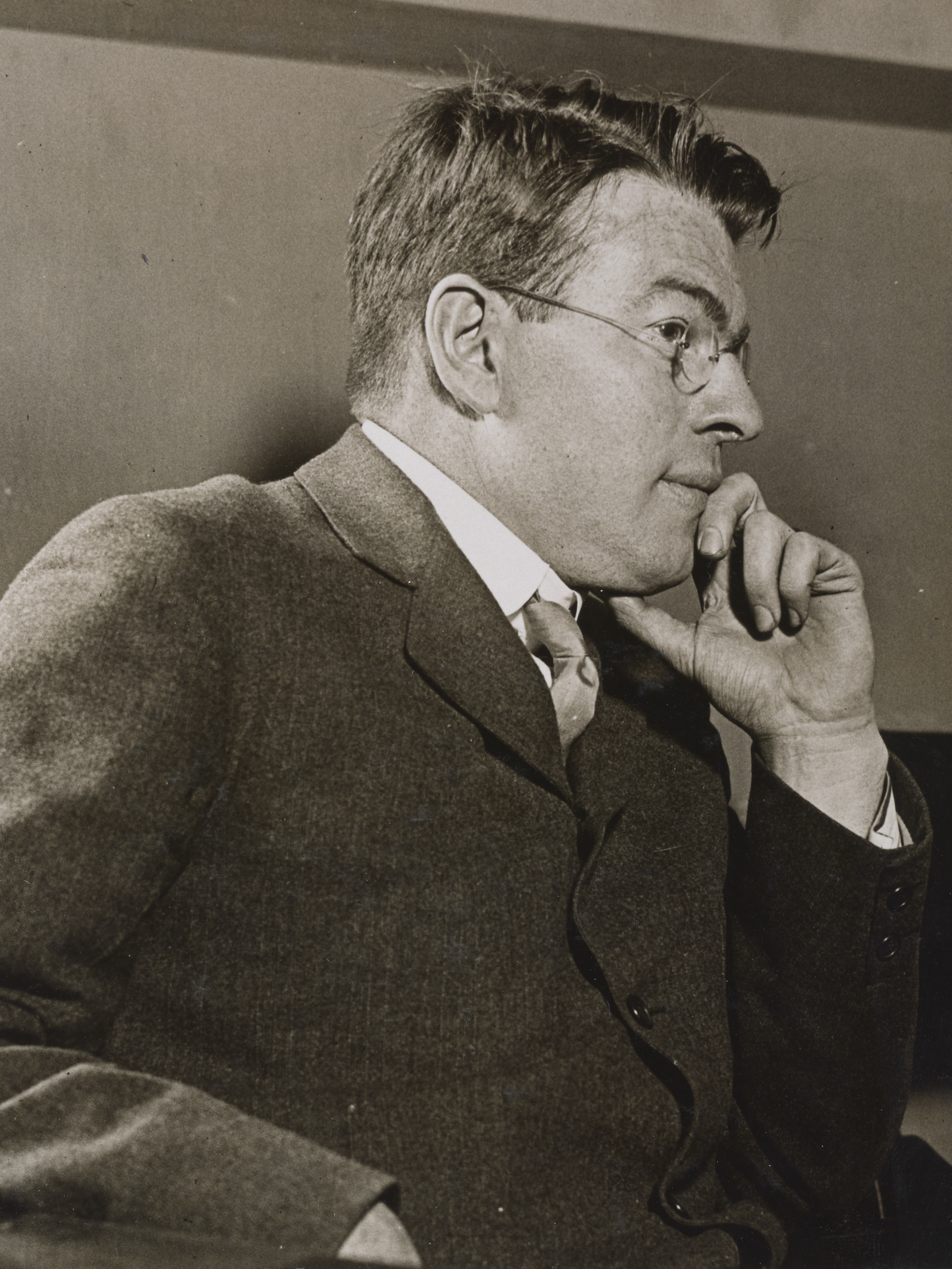
Edward Rumely l'11 luglio 1918

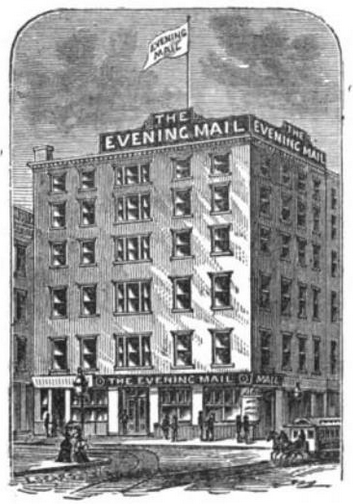
New York Evening Mail al 34 di Park Row nel 1872, l'ex sede del Lovejoy's Hotel

Il New York Evening Mail (1867-1924) è stato un quotidiano americano pubblicato a New York. Per un certo periodo il giornale è stato l'unico quotidiano serale ad avere una serie nell'Associated Press.

## Storia

### Nomi
Il giornale fu fondato come New York Evening Mail nel 1867 e pubblicato con quel nome fino al 1877. Poi subì alcuni piccoli cambiamenti di nome, diventando il New York Mail per circa un anno (novembre 1877 - novembre 1878) e poi The Mail (fino alla fine del 1879). Divenne poi l'Evening Mail dal 1879 al dicembre 1881, quando il proprietario Cyrus West Field acquisì il New York Evening Express (che era stato fondato da James ed Erastus Brooks come giornale Whig nel giugno 1836) e creò The Mail and Express. Mantenne il soprannome di Mail and Express fino al 1904, quando alla fine divenne di nuovo Evening Mail. Nel 1915 il giornale fu acquisito da Edward Rumely con il finanziamento di una fonte in Germania. Rumely riteneva che la maggior parte dei giornali americani stesse prendendo posizione a favore degli inglesi minacciando la neutralità.
Nel gennaio 1924 il giornale fu fuso con l'Evening Telegram dopo essere stato acquisito da Frank Munsey da Henry L. Stoddard. Questo in seguito divenne il New York World-Telegram nel 1931.

### Storia iniziale
Il 20 marzo 1888 Elliott Fitch Shepard acquistò il Mail and Express (con un valore stimato di $200.000 ($6,03 milioni nel 2021) da Cyrus West Field per $425.000 ($12,8 milioni nel 2021). Profondamente religioso, Shepard mise un versetto della Bibbia in testa alla pagina editoriale di ogni edizione. Come presidente della società di giornali fino alla sua morte, approvò ogni decisione o politica importante. Il fratello di Shepard, Augustus D. Shepard, che era il vicepresidente, divenne presidente ad interim della Mail and Express Company alla morte di suo fratello.

### Costruzione
- "Sembra in tutto il mondo una matita di piombo verticale", come disse The Buffalo Morning Express nel 1891[12]
- "Nel 1900, quando scampò per un pelo alla distruzione causata da un incendio, il Troy Daily Times disse che era "un tale ornamento per Broadway che la sua distruzione sarebbe stata una calamità".[12]
- "Quella distruzione avvenne circa 20 anni dopo, dopo che la American Telephone & Telegraph Company presentarono i piani per completare il complesso di torri di granito con colonne che aveva iniziato alcuni anni prima all'estremità di Dey Street della facciata di Broadway"[12]
- Si trasferì da Fulton e Broadway al Lupton Building al 25 City Hall Place, occupando il seminterrato e i primi sei piani, più che raddoppiando il suo spazio. La partenza in massa iniziò il 28 ottobre, fu il teatro per 26 anni.[3]
- Fu ricostruito in stile rinascimentale.[3]
- Nell'agosto 1891 fu posta la prima pietra per una grande cerimonia di apertura; la pietra angolare conteneva copie della Bibbia, un ritratto dell'allora President Harrison statunitense, copie delle Costituzioni di New York e degli Stati Uniti, monete d'oro e d'argento, fotografie e cartoline, copie del quotidiano Mail and Express, tra altri elementi.
- Robert E. Dorr morì il 27 novembre 1900. Shepard gli assegnò la direzione editoriale nell'agosto 1892, Dorr divenne editore dopo la sua morte. Acquistò il giornale dalla tenuta insieme a Robert C. Alexander, che morì, permettendo a Dorr di assumere la proprietà di controllo.[13]. Il giornale conteneva anche alcuni dettagli su omicidi, combattimenti a premi, o altro materiale non adatto alla discussione pubblica; invece aveva notizie di organizzazioni caritatevoli, educative e religiose.[12]
- "Proibendo parolacce negli uffici di Mail & Express e adottando l'ortografia "Sonday" perché era un giorno dedicato al Figlio di Dio."[12]
- "The Epoch scrisse che introdusse l'uso minuscolo di democratico, mantenendo il maiuscolo per Repubblicano."[12]
- Successivamente fu abbreviato in Evening Mail, ancora pubblicato tutti i giorni tranne la domenica dalla Mail and Express Company.[3]

### Edificio postale ed espresso
Nel 1892 il proprietario del giornale, Elliott Fitch Shepard ordinò la costruzione di un nuovo quartier generale. Shepard possedette l'azienda dal 1888 fino alla sua morte nel 1893. L'edificio era a Broadway, tra Fulton e Dey Street. Era metri 20 per 8 per 64, alto dieci piani e fu costruito da Carrère & Hastings (architetti della New York Public Library). Le dimensioni dell'edificio erano impegnative in base al terreno acquistato e quindi il Buffalo Morning Express scrisse che "sembrava in tutto il mondo una matita di piombo in verticale". Il piano terra presentava Cariatide che rappresentava la portata del giornale in tutti i "quattro angoli del mondo". L'edificio divenne un punto di riferimento architettonico, tanto che dopo un incendio nel 1900, il Troy Daily Times scrisse che era "un tale ornamento per Broadway che la sua distruzione sarebbe stata una calamità". Fu demolito nel 1920, in seguito ai piani della AT&T di espandere il suo edificio al 195 della Broadway street per occupare quasi l'intero isolato.
L'Edificio Western Union Telegraph Building a forma di L di 14 piani era esteso per 211 piedi. La sezione di fronte a Fulton Street era più ampia e aveva 11 piani. Le cariatidi furono progettate dagli scultori J. Massey Rhind e Philip Martiny. Le sculture e il design ornamentale furono probabilmente guidati dalla volontà di Shepard. Le rotative dei giornali occupavano il seminterrato dell'edificio, mentre la redazione e la sala di composizione si trovavano al decimo e all'undicesimo piano. I restanti piani furono affittati ad altre società.
King's Handbook of New York, 570-2: Fulton street front is 77 ft. Renaissance style, Indiana limestone, steel construction. tenth editorial, eleventh composing. Ordered new Hoe presses, capable of 98,000 papers an hour, all electric. Only evening paper that has a franchise in the New-York Associated Press
King's Handbook of New York, 570-2: il fronte di Fulton Street è alto 77 piedi. Stile rinascimentale, pietra calcarea dell'Indiana, costruzione in acciaio. decimo editoriale, undicesimo composizione. Ordinò nuove macchine da stampa Hoe, capaci di 98.000 fogli all'ora, tutte elettriche. L'unico giornale della sera che aveva una concessione nell'Associated Press di New York
Nel 1907 Rube Goldberg si trasferì a New York, trovando lavoro come fumettista presso il New York Evening Mail, che associato al primo sindacato di giornali, il McClure Newspaper Syndicate, dando alle vignette di Goldberg una distribuzione più ampia e nel 1915 guadagnava $25.000 all'anno e veniva pubblicizzato dal giornale come il fumettista più popolare d'America. Arthur Brisbane aveva offerto a Goldberg $2.600 all'anno nel 1911 nel tentativo fallito di convincerlo a trasferirsi alla catena di giornali di William Randolph Hears e nel 1915 aumentò l'offerta a $50.000 all'anno. Piuttosto che perdere Goldberg a causa di Hearst, il New York Evening Mail eguagliò l'offerta di stipendio e formò l'Evening Mail Syndicate per raggruppare i cartoni animati di Goldberg a livello nazionale.

### Polemiche sulla prima guerra mondiale
Il New York Times del 9 luglio 1918 riferì che Edward Rumely, "... vicepresidente, segretario ed editore del New York Evening Mail, era stato arrestato nel tardo pomeriggio di ieri da agenti del governo, accusato di falsa testimonianza. L'accusa crebbe da una dichiarazione depositata presso A. Mitchell Palmer, l'Alien Property Custodian, in cui Rumely affermava che The Evening Mail era un giornale di proprietà americana. Il governo è in possesso di prove che, si ritiene, dimostrano che invece di essere di proprietà degli americani, il giornale è infatti di proprietà del governo imperiale tedesco, che il 1º giugno 1915 ha versato a Rumely, tramite Walter Lyon, della ex casa di Wall Street della Renskorf Lyon & Co., la somma di $735.000, che ha trasferito il controllo del giornale al Kaiser."
Nel luglio 1918 Rumely fu arrestato e condannato per violazione del Trading with the Enemy Act. Rumely tuttavia negò le accuse, sostenendo, invece, di aver ricevuto denaro per acquistare il giornale da un cittadino americano in Germania. Non aveva segnalato questo quando aveva ricevuto i soldi. Disse che l'accusa era infondata e basata su una falsa testimonianza. Il presidente Coolidge gli concesse la grazia presidenziale nel 1925.

## Personale
- Rheta Childe Dorr
- Rube Goldberg
- H.L. Mencken
- William Charles Morris
- Harry J. Tuthill